# Deomins
Els deomins (Deomyinae) són una subfamília de rosegadors miomorfs de la família Muridae. Conté quatre gèneres que estaven col·locats en les subfamílies Murinae o Dendromurinae fins a 2000. De vegades s'anomenen Acomyinae. Els Deomyinae no comparteixen característiques morfològiques que poden utilitzar-se per separar-los d'altres Muroidea, encara que s'ha suggerit els delicats aspectes de la tercera molar superior. Aquesta subfamília està unida solament sobre la base de mutacions compartides. Aquestes conclusions s'han demostrat amb bon estadístic usant ADN nuclear i mitocondrial, i hibridació ADN-ADN. A causa de la falta de caràcters físics suports del grup, és molt possible que aquesta subfamília, com se la coneix ara, sigui objecte d'ampliacions. Molts dels gèneres actualment en Murinae o en Dendromurinae mai ho estiguessin sense s'inclogués una anàlisi de filogènia molecular. Pot haver-hi potencials sorpreses esperant quan ocorri. Tots els gèneres es troben a Àfrica, suggerint que els Deomyinae poden haver-se originat allí. Les lauchas (Acomys) també estan a Àsia.